# Apustii
Légende :
♦Patricien, ♦Plébéien, ♦Consulaire, ♦Sénatorial, ♦Équestre
Gens et Liste des gentes romaines
Les Apustii sont les plébéiens membres de la gens romaine Apustia.

## Branches etcognomina
La seule branche importante de la gens Apustia, qui atteint le consulat par l'intermédiaire de Lucius Apustius Fullo, porte le cognomen Fullo qui pourrait dériver du métier de foulonnier occupé par un des ancêtres du consul.

## Principaux membres

### Apustii Fullo
- Caius Apustius, (v.-315 - ?);
  - Lucius Apustius, (v.-290 - ?);
    - Lucius Apustius Fullo, (v.-265 - ap.-226), consul en 226 av. J.-C.;
      - Lucius Apustius Fullo, (v.-235 - -190), édile plébéien en 201, préteur urbain en 196 av. J.-C.[2]

### Autres
- Lucius Apustius, légat commandant les troupes romaines devant Tarente en 215 av. J.-C.[a 1]
- Lucius Apustius, légat du consul Publius Sulpicius Galba Maximus en Macédoine durant la deuxième guerre macédonienne contre Philippe V de Macédoine en 200 av. J.-C.[a 2], légat du consul Scipion l'Asiatique en 190 av. J.-C.[a 3]
- Publius Apustius, un des ambassadeurs envoyés auprès du jeune Ptolémée VIII en 161 av. J.-C.[a 4]

## Pour approfondir